# João Santos Cardoso
João Santos Cardoso (Dário Meira, 3 dicembre 1961) è un arcivescovo cattolico brasiliano, dal 5 luglio 2023 arcivescovo metropolita di Natal.

## Biografia
È nato il 3 dicembre 1961 nel comune di Dário Meira, figlio di João Francisco Cardoso e Maria Ferreira dos Santos. La sua formazione iniziale si è svolta nella sua città natale.

### Formazione e ministero sacerdotale
Dopo aver compiuto gli studi sacerdotali presso il seminario di Teófilo Otoni, ha conseguito la licenza e il dottorato in filosofia presso la Pontificia Università Gregoriana di Roma.
È stato ordinato sacerdote il 27 dicembre 1986 dal vescovo Celso José Pinto da Silva e si è incardinato nell'arcidiocesi di Vitória da Conquista.
Tra i vari incarichi ricoperti, è stato rettore del seminario di filosofia dal 1992 al 1994, docente di filosofia in diversi seminari e coordinatore arcidiocesano della pastorale; è stato un importante interlocutore delle questioni sociali e umane in difesa della vita e dei principi di socialità, fraternità e solidarietà umana.
Dal 2002 al 2011 è stato rettore dell'istituto di filosofia Nossa Senhora das Vitórias.

### Ministero episcopale
Il 14 dicembre 2011 papa Benedetto XVI lo ha nominato vescovo di São Raimundo Nonato. Ha ricevuto l'ordinazione episcopale il 12 febbraio 2012 dall'arcivescovo di Vitória da Conquista Luis Gonzaga Silva Pepeu, co-consacranti l'arcivescovo emerito di Teresina Celso José Pinto da Silva e l'arcivescovo metropolita di Mariana Geraldo Lyrio Rocha. Ha preso possesso della diocesi il 17 marzo successivo.
Come motto episcopale ha scelto la frase latina "In Eo qui me confortat" (In Colui che mi dà forza), che manifesta l'atteggiamento di fede e di obbedienza del vescovo, di piena fiducia e di abbandono al Signore nella certezza che in Lui si trova la forza e la grazia per compiere la sua missione.
Il 24 giugno 2015 papa Francesco lo ha nominato vescovo di Bom Jesus da Lapa.
In seno alla Conferenza Episcopale Brasiliana, è stato presidente del Regionale Nordeste 3 dal 2019 al 2023.
Il 5 luglio 2023 papa Francesco lo ha nominato arcivescovo metropolita di Natal, succedendo a Jaime Vieira Rocha, dimessosi per raggiunti limiti di età. Ha preso possesso dell'arcidiocesi il 7 ottobre successivo.

## Genealogia episcopale
La genealogia episcopale è:
- Cardinale Scipione Rebiba
- Cardinale Giulio Antonio Santori
- Cardinale Girolamo Bernerio, O.P.
- Arcivescovo Galeazzo Sanvitale
- Cardinale Ludovico Ludovisi
- Cardinale Luigi Caetani
- Cardinale Ulderico Carpegna
- Cardinale Paluzzo Paluzzi Altieri degli Albertoni
- Papa Benedetto XIII
- Papa Benedetto XIV
- Papa Clemente XIII
- Cardinale Marcantonio Colonna
- Cardinale Giacinto Sigismondo Gerdil, B.
- Cardinale Giulio Maria della Somaglia
- Cardinale Carlo Odescalchi, S.I.
- Cardinale Costantino Patrizi Naro
- Cardinale Lucido Maria Parocchi
- Arcivescovo Adauctus Aurélio de Miranda Henriques
- Arcivescovo Moisés Sizenando Coelho
- Arcivescovo José de Medeiros Delgado
- Cardinale Eugênio de Araújo Sales
- Arcivescovo Nivaldo Monte
- Vescovo Antônio Soares Costa
- Arcivescovo Luis Gonzaga Silva Pepeu, O.F.M.Cap.
- Arcivescovo João Santos Cardoso